# رجب يلدز
رجب يلدز (بالتركية: Recep Yıldız)‏ (10 مارس 1986 بشتوتغارت في ألمانيا - ) هو لاعب كرة قدم تركي في مركز الدفاع. شارك مع منتخب تركيا تحت 21 سنة لكرة القدم. أما مع النوادي، فقد لعب مع أضنة سبور وأنطاليا سبور وشتوتغارت كيكرز وTuranspor ‏ وKörfez SK ‏.

## وصلات خارجية
- رجب يلدز على موقع اتحاد تركيا (لاعب) (الإنجليزية)
- رجب يلدز على موقع قاعدة بيانات كرة القدم.إي يو (الإنجليزية)